# 雅兹迪裔美国人
雅兹迪裔美国人是指拥有雅兹迪人血统的美国公民，主要聚居於内布拉斯加州林肯市和德克薩斯州休斯敦，當中住在林肯市的人口估計超過1萬。他們當中许多都是於1990年代後期来自伊拉克和叙利亚的难民。

## 知名人物
- Murad Ismael 全球雅兹迪组织美国分会常务理事[1]
- Dakhil Shammo 记者和雅兹迪人权活动家 [2]